# ۷۸۶ (قمری)
۷۸۶ (قمری)، هفتصد و هشتاد و ششمین سال در گاهشماری هجری قمری است. اول محرم این سال برابر با سوم مارس سال ۱۳۸۴ میلادی است.

## درگذشتگان
- میر سید علی همدانی

## وابسته
- شهید اول
- مرینیان
- شاه شجاع